# Hans Guhle

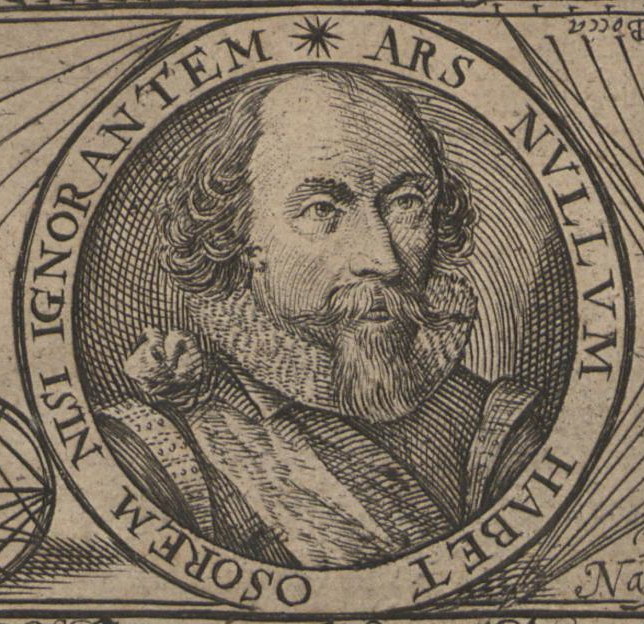
Hans Guhle, 1618

Hans Guhle († 1636, auch Johann Guhle oder Hans Guhlen) war ein deutscher Büchsenmeister, Feuerwerker (Pyrotechniker) und Fachbuchautor aus Hamburg.

## Leben
Genauere Lebensdaten Hans Guhles sind nicht überliefert. Er wirkte im späten 16. und frühen 17. Jahrhundert in Hamburg, wo er 1618 sein militärtechnisches Lehrbuch über die Artillerie und Geschützguss veröffentlichte.

## Werk
- BuchsenmeistereyBuch: In Zwey Theil unterschieden; Der Erste Theil handelt von Italia wie daselbsten das grosse Geschütz auff allerhand manier gegossen und zur proba wird beschossen; Der ander Theil handelt von Germania. Heinrich Carstens, Hamburg 1618 (Digitalisat [abgerufen am 4. Dezember 2019] Sächsische Landesbibliothek. Staats- und Universitätsbibliothek Dresden, Signatur: Milit.B.165).